# 笹口淳
笹口 淳（ささぐち すなお、1928年4月13日 - ）は、日本の画家。2018年2月現在、大東文化大学美術部コーチ。白日会が主催する白日会展で第60回内閣総理大臣賞を受賞。

## 経歴、人物
1928年4月13日に父・笹口正雄、母・笹口りゑの次男として長崎県東彼杵郡折尾瀬村（現在の佐世保市三川内地域）に生まれる。
小学校を卒業した後、長崎師範学校の予科に入学した。在学中に学徒動員で、三菱兵器で魚雷作りをする。
1945年8月9日、長崎市への原子爆弾投下により被爆。大村の海軍病院に入院し、退院後、自宅で原爆療養（この間に父の笹口正雄は戦死）。自宅療養中、折原東範と出会い、人生を考える糸口を得る。
師範学校卒業時に平塚益徳に出会い、人生の課題を自覚する。さらに平塚益徳に支援され上京。教職と画家を両輪した生活を送る。上京先で伊藤清永と同居し、指導を受けながら白日会展や日展に出品をするようになる。
恩師とする友田不二男と出会う。友田不二男の「学生中心」というスローガンに強く共感し、人生の再構築を考える。
1952年白日会に入会、白日会の事務所を任され、運営に携わるようになる。15年務めた後、退会。
1965年、大東文化大学美術部の教授から生徒の作品を批評して欲しいと頼まれ、これに応える。この時の批評が生徒から好評で、後に外部顧問を務めることになる。
1984年、白日会展で第60回内閣総理大臣賞を受賞。受賞作品は『ふじの花咲く』
日伯経済文化協会所属の彫刻家丸谷端堂から作品の寄贈を要請され、これを承諾。『ふじの花咲く』をブラジル国立美術館に贈呈する。
1988年、心筋梗塞を患う。1998年には脳梗塞を患う。
2018年現在は大東文化大学美術部の外部顧問を務めつつ、東京を中心に個展を開催している。

## 作風
モチーフの中心は一貫して風景。
長年、森の絵を主として描いてきたが、緑の中に紫の働きを発見。絵の内容も次第に表面的な写しではなく、自己の世界の確立へと向かい、藤の花咲く頃の緑の世界を表出。
藤色を中心とした柔らかな色調が微妙に響き合い、音楽的、幻想的な光彩が溢れ、しかも東洋的な精神性を湛えた絵画世界を築いている。

## 著書
『画家 笹口淳おいたちの記』2004年4月